# Палеоартефакты
«Палеоартефа́кты» («Неопознанные ископаемые объекты», НИО) — предметы, согласно псевдонаучным (псевдоархеологическим, креационистским и иным) представлениям, имеющие искусственное происхождение и созданные ранее того времени, к которому современная наука относит возникновение человека. В псевдонауке используются в качестве материальных «доказательств» предлагаемых авторами концепций и необходимости пересмотра взглядов «официальной науки» на возникновение и развитие человека. Могут рассматриваться как «объекты изучения», в частности, в псевдоархеологии.
Согласно данным археологии, палеонтологии и геологии, эти находки являются либо современными предметами, попавшими в породу, например, по трещинам в ней, либо естественными образованиями, которые неспециалисту сложно отличить от искусственных. Некоторые такие находки могут быть утеряны и не попасть в руки учёных. И в случае наличия отрицательного экспертного заключения, и в случае невозможности изучить объект и сделать конкретные выводы, сторонники псевдонаучных идей, как правило, продолжают утверждать, что «палеоартефакты» являются подлинными.

## Зальцбургский параллелепипед

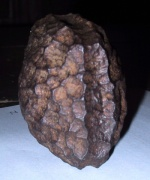
Зальцбургский параллелепипед

Наиболее известным «палеоартефактом» считается Зальцбургский параллелепипед — металлический предмет, найденный австрийскими шахтерами в 1885 году. По утверждению нашедшего, предмет находился внутри куска бурого угля. В 1886 году геолог Адольф Гурлт предположил, что это метеорит. Однако исследования, проведённые в 1960-х в Венском музее естественной истории, не подтвердили метеоритную природу этого предмета.
По всей видимости, предмет являлся противовесом в старой шахтёрской лебёдке и был выплавлен с использованием технологии литья по выплавляемой модели (cire perdue).

## Артефакт из Косо
В 1961 году в Косо (Калифорния) внутри фрагмента окаменевшей глины была найдена свеча зажигания от автомобиля 1920-х годов Ford Model T. Его нахождение в конкреции объясняется процессом быстрого окисления, что характерно для железных и стальных предметов, находящихся в земле.

## Сферы из Клерксдорпа

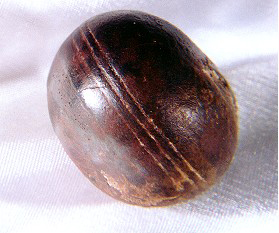
Сферы из Клерксдорпа

В пирофиллите, датируемом 2,8 миллиарда лет назад, добываемом возле городка Оттосдаль в Западном Трансваале находят Клерксдорпские сферы. Как установлено геологами, сферы из Клерксдорпа имеют естественное происхождение.

## Гвоздь из Кингуди
В 1844 году сэр Дэвид Брюстер (David Brewster) объявил о том, что в глыбе песчаника, извлечённой из каменоломен Кингуди (Kingoodie), Милнфилд, Шотландия, был обнаружен вмурованный гвоздь. Д-р А. Медд (A. W. Medd), сотрудник Британского геологоразведочного управления, датирует породу нижним девоном (410-407 млн лет). В своём докладе Британской ассоциации научного прогресса Брюстер писал:

Порода в каменоломнях Кингуди состоит из перемежающихся слоёв твёрдого камня и мягкого глинистого вещества, известного как тиль, или валунная глина, причём толщина каменных пластов колеблется от шести дюймов до шести футов (15 см — 1,8 м). Толщина плиты, в которой найден гвоздь, равнялась девяти дюймам (22,5 см). При очистке шероховатой поверхности плиты для последующей её шлифовки обнаружилось острие гвоздя (густо покрытого ржавчиной), примерно на полдюйма (1,3 см) проникшее в слой тиля. Сам гвоздь располагался горизонтально на каменной поверхности, а его шляпка вдавалась в слой камня примерно на дюйм (2,5 см).

Как отмечают археологи Кевин Фицпатрик-Мэттьюз и Джеймс Дозер, сообщение Брюстера — единственный источник информации об этом объекте, и установить, что он представляет собой в действительности, невозможно. Также они считают, что история с этим артефактом — обычный для науки начала и середины XIX века курьёз.

## Окаменевшие «отпечатки обуви»

### «Подошва башмака» из Невады
8 октября 1922 года журнал «New York Sunday» опубликовал в рубрике «События недели в Америке» материал доктора Баллу (W. H. Ballou) под заголовком «Подошве башмака — 5 000 000 лет». Автор писал:

Некоторое время тому назад видный горный инженер и геолог Джон Рэйд (John Т. Reid), занимаясь разведкой ископаемых в штате Невада, внезапно наткнулся на кусок камня, который привёл исследователя в неописуемое изумление. И было от чего: на камне, валявшемся у ног Рэйда, отчетливо виднелся отпечаток человеческой подошвы! Как выяснилось при ближайшем рассмотрении, то был не просто след голой ноги, а по всей видимости подошва башмака, которую время превратило в камень. И хотя передняя часть подошвы отсутствовала, сохранилось по меньшей мере две трети её площади, а по её периметру шли ясно различимые нитяные стежки, очевидно скреплявшие рант с подошвой. Затем следовал ещё один ряд стежков, а по центру, где должна находиться нога, если бы речь действительно шла о подошве башмака, располагалось углубление, полностью соответствующее тому, какое обыкновенно образует кость человеческой пятки в каблучной части подошвы обуви при длительном её ношении. Находка эта, по всей вероятности, представляет собой величайшую научную загадку, ибо возраст окаменелости — по меньшей мере 5 миллионов лет… Я обратился к специалистам по микрофотографии и химическому анализу из Фонда Рокфеллера, которые в частном порядке сделали фотоснимки находки и подвергли её анализам, результаты которых подтвердили [зачёркнуто] каких-либо сомнений в том, что речь идёт о подошве обуви, подвергшейся окаменению во время триасового периода…

Ныне большинство геологов признают естественное происхождение этого отпечатка — скорее всего, он является железной конкрецией возрастом 225 миллионов лет.

### «Отпечаток подошвы» из Юты
Уильям Майстер (англ. William J. Meister), чертёжник по профессии и коллекционер-любитель трилобитов, сообщил в 1968 году об отпечатке следа обутой ноги, обнаруженном в напластовании сланцевой глины неподалёку от Антилоп-Спринг, штат Юта. Отпечаток, похожий на след обуви, Майстер нашёл, расколов кусок глинистого сланца. Внутри него четко видны остатки трилобитов. Глинистый сланец с окаменелыми трилобитами и якобы отпечатком ноги в обуви датируется кембрийским периодом. Как считают учёные — на отпечатке действительно есть следы трилобитов, однако след, идентифицированный Майстером как отпечаток обуви, таковым в действительности не является.

## Дорчестерская находка
В 1852 году в карьере Дорчестера проводились взрывные работы. После одного такого взрыва, как пишет Scientific American, при обследовании территории был обнаружен колоколообразный сосуд из металла. Из-за взрывов сосуд разорвался пополам, но его смогли склеить. Металлический сосуд напоминал сосуд, сделанный из сплава цинка и серебра. На нём были изображены цветы и виноградная лоза.
Археологи заявляют: «Ясно, что это подсвечник викторианского стиля. Почему кто-либо в 1852 верил, что предмету больше чем несколько лет? На эти вопросы теперь нельзя ответить, но они ясно демонстрируют доверчивость тех, кто обнаружил и сообщил об этом предмете».

## «Запрещённая археология»
В 1993 году М. Кремо и Р. Томпсоном была опубликована книга, посвящённая палеоартефактам, — «Запрещённая археология». По мнению её авторов, в настоящее время наука не имеет удовлетворительной гипотезы происхождения палеоартефактов. Научным сообществом книга Кремо и Томпсона рассматривается как псевдонаучная.

## Орудия труда древних гоминид

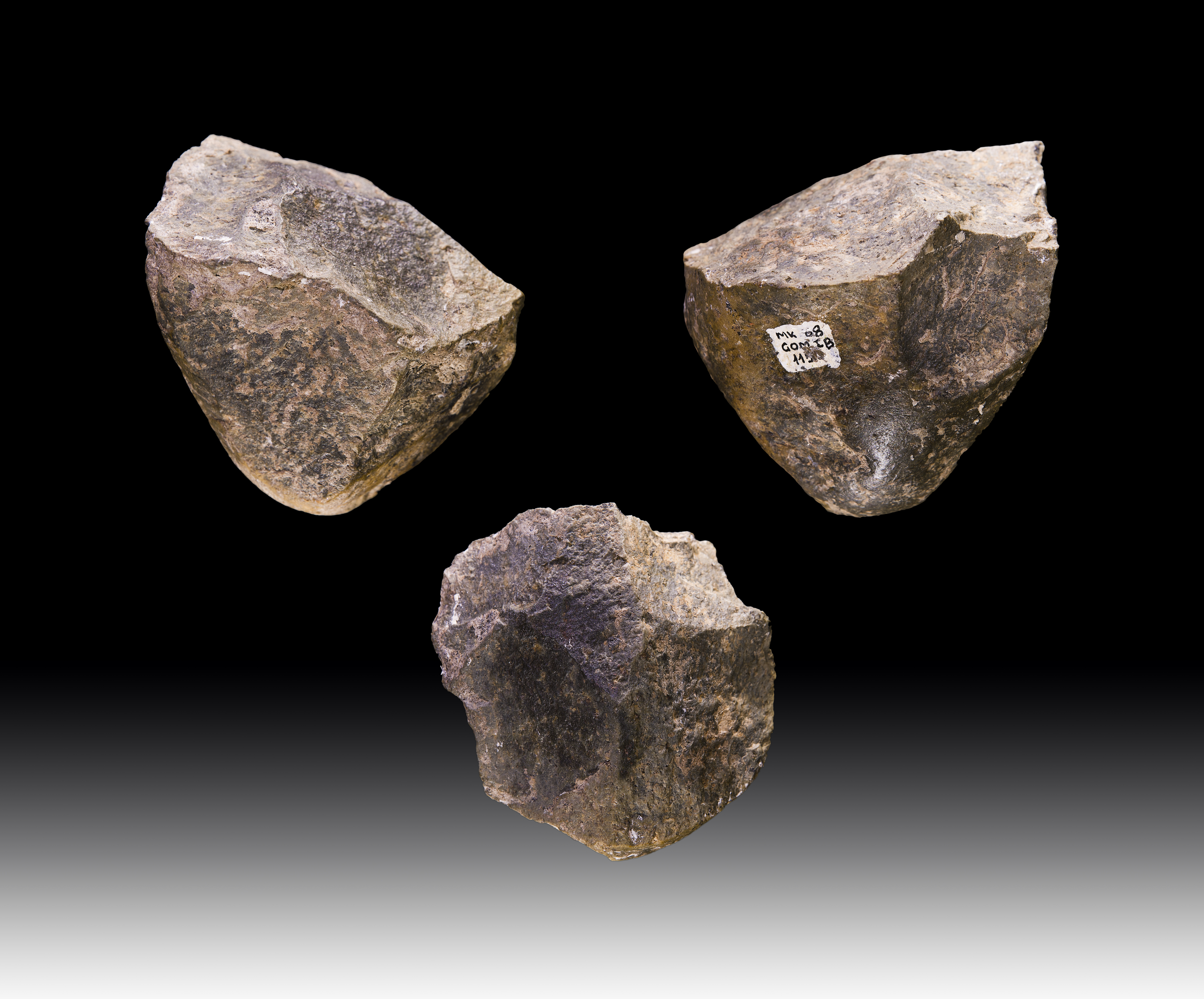
Олдувайская культура

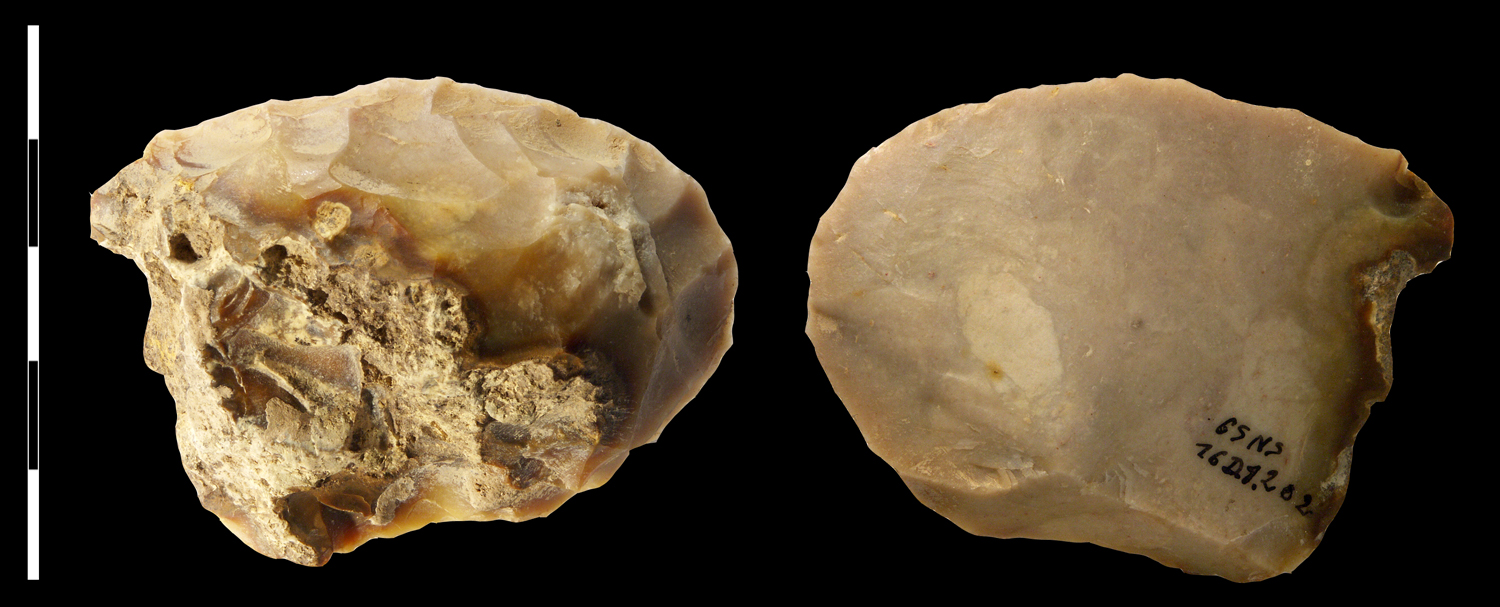
Каменное скребло, Мустьерская культура, неандертальцы

Некоторые «палеоартефакты» являются орудиями труда, созданными до появления современного вида человека (человек разумный, Homo sapiens). Псевдонаучность данного положения исходит из ложного предположения о том, что орудия труда, сложные формы из камня, острия для копий и подобное мог изготавливать только вид человек разумный (Homo sapiens) из рода люди (Homo). При этом в роду Homo имеются намного более древние виды разумных людей и они задолго до появления вида Homo sapiens умели изготавливать ряд сложных изделий из камня. Исследования других видов, таких как неандерталец, денисовский человек, человек флоресский, наглядно это доказывают.
Время возникновения вида человек разумный колеблется между 150 тыс. — 60 тыс. лет назад. Время полного отделения вида от прочих видов — 200 тыс. лет назад — Homo sapiens idaltu. Время образования первых, примитивных подвидов человека разумного — до 300 тыс. лет назад, согласно находкам из марокканского Джебель-Ирхуд. Вместе с черепом из Флорисбада (Homo helmei), отличающимся мозаикой переходных черт, их включили в особую группу ранних представителей человека разумного Homo sapiens clade.
Учитывая временны́е датировки, можно уверенно констатировать, что задолго до возникновения вида человек разумный уже были относительно развитые культуры, носители которых были не из вида человек разумный, а из более древних видов рода Homo: мустьерская культура, носителями которой были неандертальцы, датируется начиная с 300 тыс. лет назад; олдувайская культура — (2,6—1,8 млн лет назад), носители  австралопитеки и представители вида человек прямоходящий; ашельская культура — (1,7—0,1 млн лет назад) — уже 700 тыс. лет назад владела огнём и поддерживала его. Активное распространение ашельской культуры произошло примерно 1,6 млн лет назад. Представители данной культуры находились на ранней стадии первобытно-общинного строя, пользовались огнём, занимались собирательством и охотой, пользовались примитивными каменными (кремнёвыми) орудиями (макролиты — ручные рубила, отщепы).